# Cabera catharodes
Cabera catharodes är en fjärilsart som beskrevs av Turner 1904. Cabera catharodes ingår i släktet Cabera och familjen mätare. Inga underarter finns listade i Catalogue of Life.